# Saqaliba

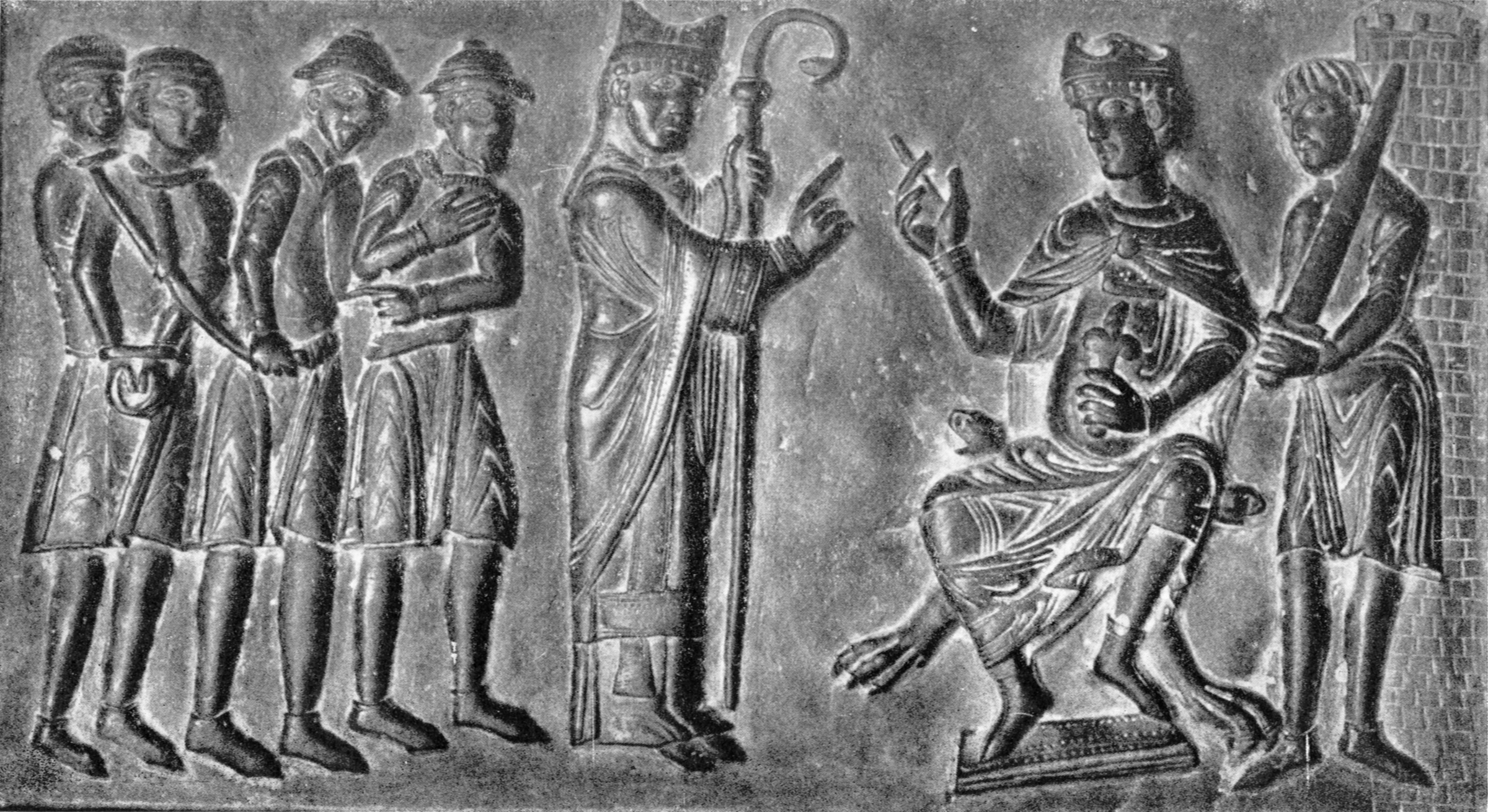
Liberación de esclavos por sus amos.

El término saqaliba (en árabe: صقالبة, sg. Siqlabi) hace referencia a los esclavos cristianos, particularmente a los mercenarios en el mundo árabe medieval del norte de África, Sicilia y al-Ándalus. El término árabe, con variantes como saqlab, siklab y saqlabi, procede de la palabra bizantina Σκλαβηνοί Sklavinoi, que designaba al pueblo de los esclavenos.
El cronista árabe Ibn al-Faqih escribió que había dos tipos de saqaliba: aquellos con piel oscura y pelo negro que vivían en las costas y aquellos con piel clara que vivían en el interior. Era típico del mundo árabe la distinción étnica entre los grupos de eslavos.
Había varias rutas comerciales de comercio de esclavos y con eslavos en el mundo árabe: a través del Asia Central (mongoles, tártaros, kazajos, etc.). A través del Mediterráneo (Bizancio) por el centro y oeste de Europa (España), y por el norte de África (Marruecos y Egipto). La ruta comercial del Volga y otras rutas europeas, según Ibrahim ibn Ya'qub, las llevaban a cabo mercaderes judíos.
Abd al-Rahman ibn Habid al-Siqlabi, comandante musulmán de al-Ándalus, que en 777 acaudilló una fracasada invasión a la península ibérica en apoyo del Califato Abasí; fue conocido justamente por ese apodo.